# Habovka
Habovka (polsky Habówka) je obec na Slovensku v okrese Tvrdošín v Žilinském kraji. Žije v ní přibližně 1 400 obyvatel.

## Historie
První písemná zmínka o vesnici Chabówka je z roku 1593. Podle kroniky habovskej farnosti název obce pochází od názvu polské obce Chabówka, z níž několik obyvatel přišlo do nově založené obce a kteří ponechali jméno své původní vlasti pro novou obec. Jiné zdroje říkají, že název obce může pocházet i ze slova chabovina, chabovka – chrastí, křovím pokrytý terén.
Od roku 1598 se Habovka považuje za valašskou osadu, nově zřízenou v lesích. Hranice habovského katastru určuje listina župana Juraje Thurza (1567–1619), vydaná 14. dubna 1616 ve Velké Bytči. Během kuruckých válek v 17. století Habovka zpustla, po tom, co ji úplně vypálili litevská vojska. Do vydání tereziánského urbáře spravovali vesnici dědiční šoltýsi pod jmény: Habovský, Žiačik, Válel, Hruboš atd. Habovka byla v poddanském poměru k hradnímu panství Oravského zámku až do roku 1848, kdy došlo ke zrušení poddanství.

## Přírodní poměry
Obec se nachází asi 15 km na sever od Liptovského Mikuláše a 15 km na severovýchod od Dolního Kubína. Nachází se v Zuberecké brázdě, podcelku Podtatranské brázdy, v místě styku Skorušinských vrchů a Západních Tater. Obcí protéká Studený potok, do kterého se v obci vlévá Blatná.
Do katastru obce zasahuje národní přírodní rezervace Osobitá, přírodní rezervace Mačie diery a Medzi bormi.

## Obyvatelstvo
První obyvatelstvo bylo pravděpodobně přistěhované z polské obce Chabówka. Osídlení Valaška sedláky na neúrodné skalnaté půdě ovlivnila rozvoj obce a počet obyvatel, když v obci bylo v roce 1715 asi 180 lidí, v roce 1778 350 lidí a dále: 1828 – 793 lidí, 1930 – 476, 1940 – 755.

## Symboly obce
Znakem obce je smrk, nad kterým je koruna. Při pni smrku je z obou stran po jedné hvězdě.

## Společnost
- O Habovský kardan – závod podomácku vyrobených traktorů
- Vidiečanová Habovka – celostátní soutěž a přehlídka lidových hudeb, pěveckých skupin, sólistů zpěváků a instrumentalistů. Událost na počest Josefa venkovanů bylo obnoveno v roce 2006 a navázala na setkání muzikantů Staré noty mladých strun. V roce 2013 se do soutěže zapojilo 198 účinkujících.

## Pamětihodnosti
- Kostel Sedmibolestné Panny Marie
- Kaple svaté Máří Magdalény

## Osobnosti
- Andrej Pavčo (1863–1932), spisovatel a redaktor
- Jozef Vidiečan (1910–1991), selský muzikant, památník tradic, výborný vypravěč a uznávaný tesař
- Edmund Peter Bárdoš (1918–1999), římskokatolický kněz, správce farnosti (1951-1993), autor díla Historie farnosti Habovky

## Partnerské obce
- Lisia Gora, Polsko